# Nordvestfalster Sogn

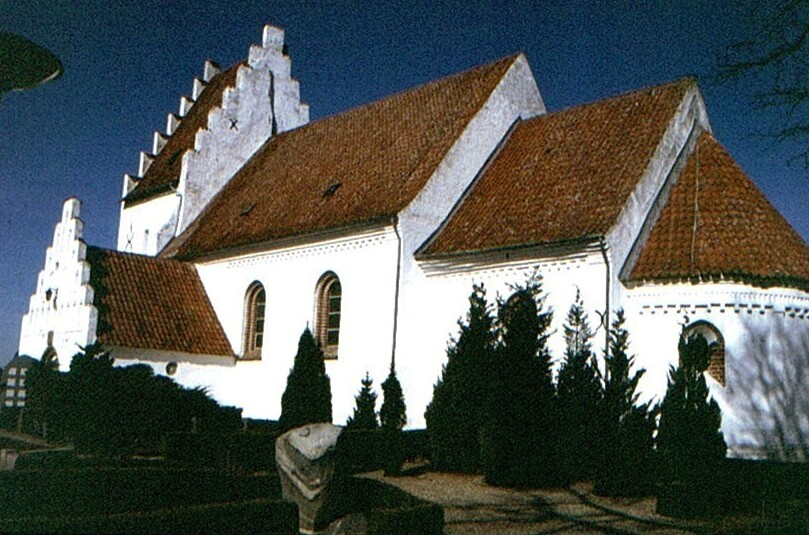
Brarup Kirke

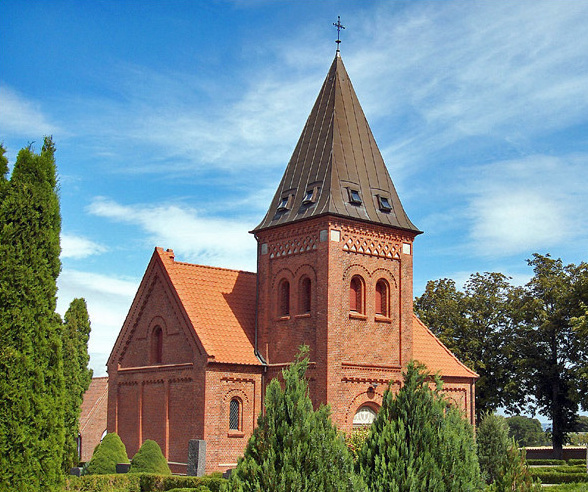
Gyldenbjerg Kirke

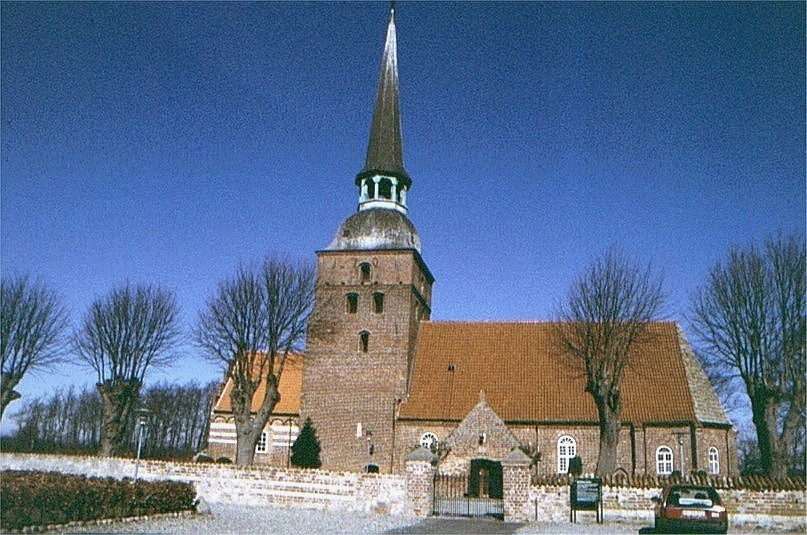
Kippinge Kirke

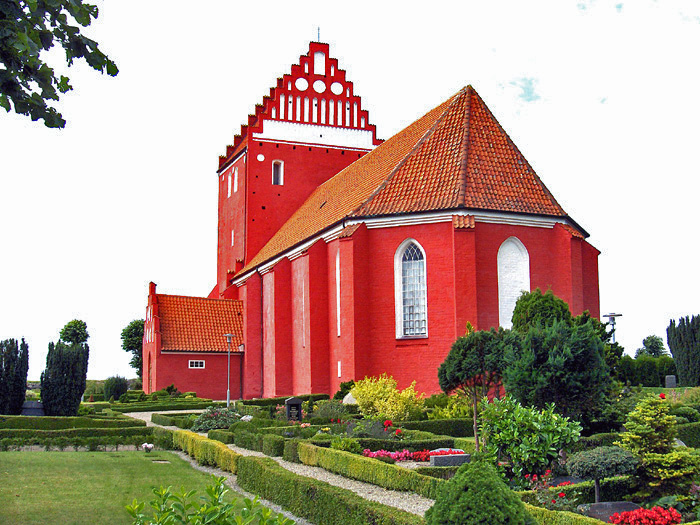
Nørre Vedby Kirke

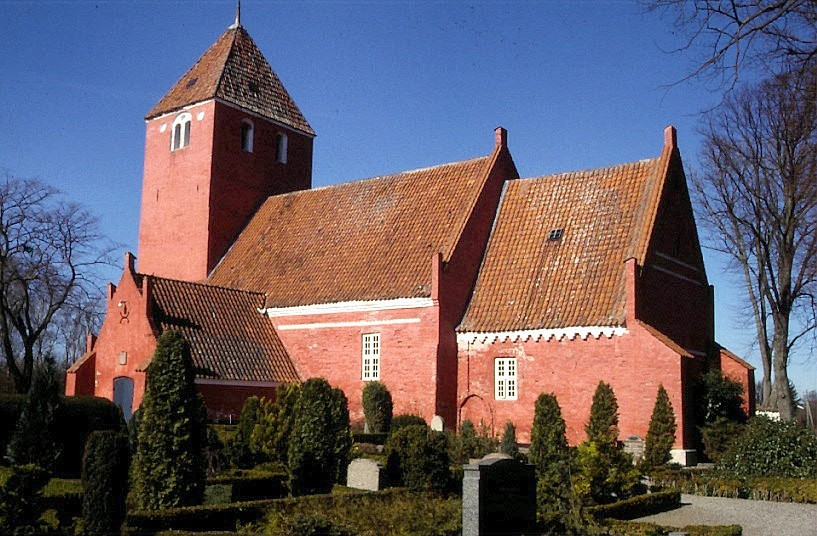
Vålse Kirke

Nordvestfalster Sogn  ist eine Kirchspielsgemeinde (dän.: Sogn) auf der Insel Falster im südlichen Dänemark, die am 1. Januar 2020 durch Vereinigung von Brarup Sogn, Kippinge Sogn, Nørre Vedby Sogn, Stadager Sogn und Vålse Sogn entstand. Bis 1970 gehörten diese Kirchspiele zur Harde Falsters Nørre Herred im damaligen Maribo Amt, danach zur Nørre Alslev Kommune im Storstrøms Amt, die im Zuge der  Kommunalreform zum 1. Januar 2007 in der Guldborgsund Kommune in der Region Sjælland aufgegangen ist.
Im Kirchspiel lebten am 1. Januar 2023 2.808 Einwohner, davon  424 in der Ortschaft Orehoved, 208 in Vålse und 254 in Øster Kippinge. Die 530 Einwohner der Ortschaft Guldborg verteilen sich auf das Gebiet des Nordvestfalster Sogn und des Majbølle Sogn.
Im Kirchspiel liegen die Kirchen „Brarup Kirke“, „Gyldenbjerg Kirke“, „Kippinge Kirke“ in der Ortschaft Vester Kippinge, „Nørre Vedby Kirke“, „Stadager Kirke“ zwischen den Ortschaften Nyhuse und Vennerslund und „Vålse Kirke“.

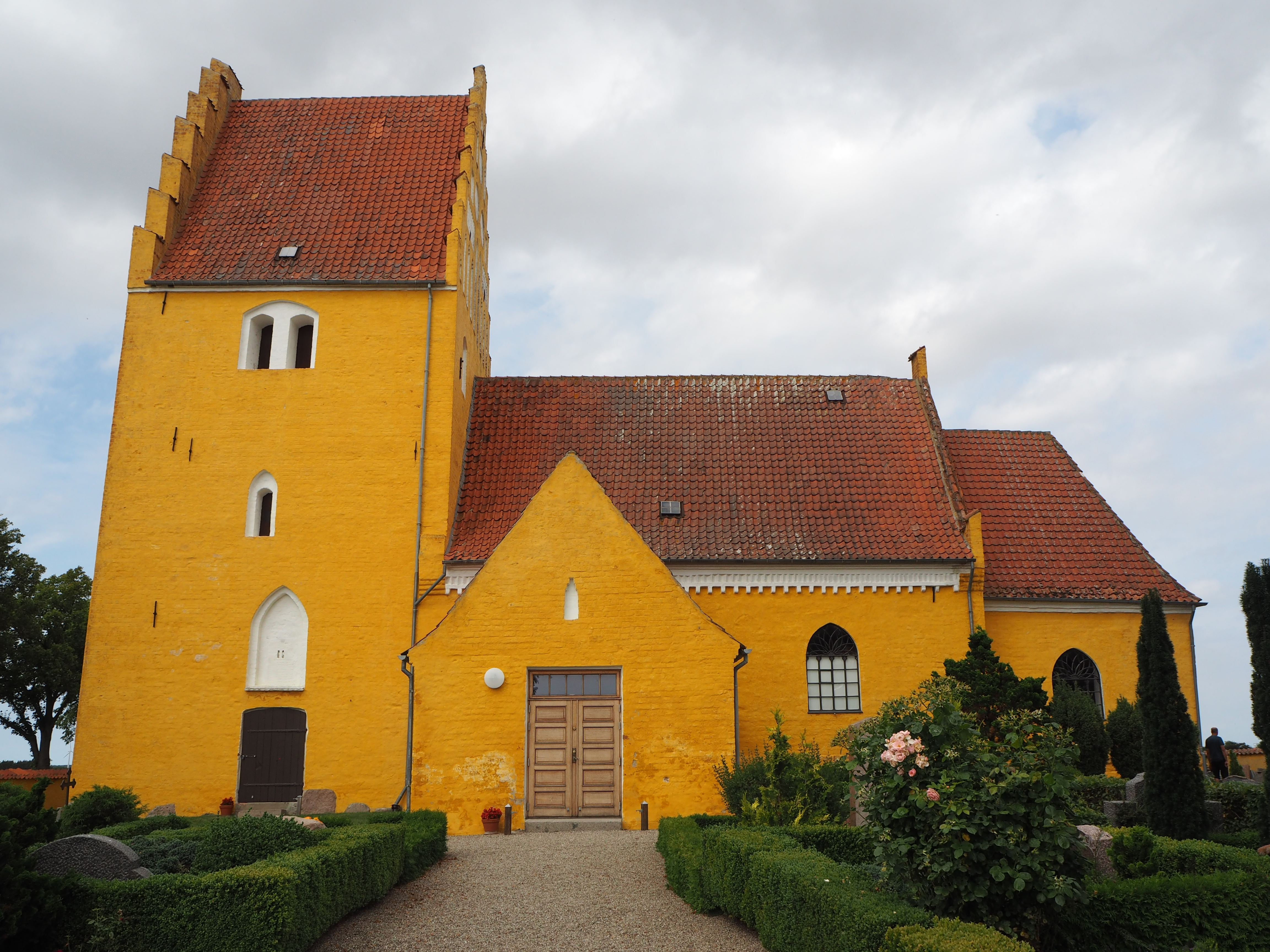
Stadager Kirke

Nachbargemeinden sind im Osten Nørre Alslev Sogn, Nørre Kirkeby Sogn und Eskilstrup Sogn und im Südosten Ønslev Sogn. In Guldborg im Südwesten des Sogn ist es durch eine Brücke mit dem Majbølle Sogn auf der Insel Lolland verbunden.